# Kyselina 2-aminoisomáselná
Kyselina 2-aminoisomáselná je neproteinogenní aminokyselina se vzorcem H2N-C(CH3)2-COOH. V přírodě byla nalezena pouze jako součást některých antibiotik houbového původu, jako jsou alamethicin a některá lantibiotika.

## Příprava a výroba
V laboratoři lze kyselinu 2-aminoisomáselnou připravit reakcí acetonkyanhydrinu s amoniakem a následnou hydrolýzou. Průmyslově se vyrábí hydroaminací kyseliny methakrylové.

## Biologické účinky
Kyselina 2-aminoisomáselná nepatří mezi proteinogenní aminokyseliny a v přírodě se vyskytuje vzácně. Silně indukuje helixy peptidů; její oligomery vytvářejí 310 helixy.

## Vliv na syntézu peptidů
V několika studiích byl popsán vliv kyseliny 2-aminomáselné na syntézu peptidů. Při jedné z nich byly použity flexizymy ke zvýšení afinity aduktů této kyseliny a tRNA k prodlužovacímu faktoru P. Výsledkem bylo její častější začleňování do peptidů. Při jiné studii byla vytvořena chybějící valin-tRNA ligáza k získání AIB-tRNAVal. Aminoacylovaná tRNA byla následně využita k přípravě peptidů obsahujících kyselinu 2-aminoisomáselnou.